# Unione Sportiva Brescello 1994-1995
Questa pagina raccoglie le informazioni riguardanti l'Unione Sportiva Brescello nelle competizioni ufficiali della stagione 1994-1995.

## Rosa
| N. |                   | Ruolo | Calciatore               |
| -- | ----------------- | ----- | ------------------------ |
|    | Italia (bandiera) | A     | Luca Armani              |
|    | Italia (bandiera) | D     | Gabriele Bellini         |
|    | Italia (bandiera) | C     | Francesco Bertolotti     |
|    | Italia (bandiera) | C     | Carlo Andrea Bocchialini |
|    | Italia (bandiera) | P     | Nereo Bonato             |
|    | Italia (bandiera) | A     | Pietro Bonisegna         |
|    | Italia (bandiera) | D     | Omar Campana             |
|    | Italia (bandiera) | P     | Luca Chiottolini         |
|    | Italia (bandiera) | P     | Francesco Colacicco      |
|    | Italia (bandiera) | C     | Federico Farolfi         |

| N. |                   | Ruolo | Calciatore       |
| -- | ----------------- | ----- | ---------------- |
|    | Italia (bandiera) | C     | Arnaldo Franzini |
|    | Italia (bandiera) | C     | Federico Legati  |
|    | Italia (bandiera) | C     | Ciro Mautone     |
|    | Italia (bandiera) | D     | Giacomo Murelli  |
|    | Italia (bandiera) | C     | Corrado Oldoni   |
|    | Italia (bandiera) | D     | Roberto Mistrali |
|    | Italia (bandiera) | A     | Stefano Pompini  |
|    | Italia (bandiera) | D     | Andrea Quaglia   |
|    | Italia (bandiera) | D     | Umberto Salamone |
|    | Italia (bandiera) | A     | Andrea Tedeschi  |